# U-Boot Tipo XVIII
I sottomarini di Tipo XVIII della classe U-Boot della Kriegsmarine furono costruiti come prototipi durante la seconda guerra mondiale.

## U-Boots
In totale furono costruite solamente due U-Boots, che non divennero mai operativi:
| U-boot        | Tipo       | Cantiere            | Periodo   |
| ------------- | ---------- | ------------------- | --------- |
| U-796 e U-797 | Wk 330-331 | Germaniawerft, Kiel | 1943-1944 |